# کلیسای مریم مقدس (شهرستان شاهومیان)
کلیسای مریم مقدس (شهرستان شاهومیان) (ارمنی: Սուրբ Աստվածածին եկեղեցի (Շահումյան, Մառնեուլ)؛ انگلیسی: St. Mary Shahumyan) یک کلیسا متعلق به کلیسای حواری ارمنی واقع در شهر شاهومیانی،  گرجستان می‌باشد. ساخت و ساز این ساختمان در سده ۱۹ام میلادی؛ به پایان رسید. این بنا به سبک معماری ارمنی طراحی شده است.